# Drugstore Girl
Pour plus de détails, voir Fiche technique et Distribution.
Drugstore Girl (ドラッグストアガール, Doraggu sutoa gāru) est un film japonais réalisé par Katsuhide Motoki, sorti en 2003.

## Synopsis
Keiko Obayashi erre seule, déboussolée depuis qu'elle a découvert son fiancé au bain avec une inconnue. Ses pas la mènent dans le quartier marchand Bamboo Mall, où elle trouve un travail à temps partiel dans la toute nouvelle pharmacie. Mais certains commerçants de la rue voient d'un mauvais œil cette nouvelle concurrence qu'ils jugent déloyale.

## Fiche technique
- Titre : Drugstore Girl
- Titre original : ドラッグストアガール (Doraggu sutoa gāru?)
- Réalisation : Katsuhide Motoki
- Scénario : Kankurō Kudō
- Production : Nobuyuki Tōya
- Musique : Yoshikazu Suo
- Photographie : Sanshi Hanada
- Montage : Isao Kawase
- Direction artistique : Kikuo Ota
- Pays d'origine : Japon
- Langue : japonais
- Format : Couleurs - 1,85:1 - Dolby Digital - 35 mm
- Genre : Comédie
- Durée : 105 minutes
- Dates de sortie : 1er novembre 2003 (festival de Tokyo), 7 février 2004 (Japon)

## Distribution
- Rena Tanaka : Keiko Obayashi
- Akira Emoto : Koji Nabeshima
- Yuji Miyake : Numata
- Masatō Ibu : Yamada
- Yoshiko Mita
- Yu Tokui
- Shinoi Eisuke
- Rokuhira Naomasa
- Kie Negishi
- Naoki Sugiura
- Kimiko Amari
- Yumiko Fujita
- Yoshiyoshi Arakawa

## Autour du film
- Le sport pratiqué durant le film se nomme la crosse.